# Eragrostis subsecunda
Eragrostis subsecunda là một loài thực vật có hoa trong họ Hòa thảo. Loài này được (Lam.) E.Fourn. mô tả khoa học đầu tiên năm 1886.